# Ricardo Mejía
Ricardo Mejía Abad (Bogotá, Cundinamarca, Colombia, 1982) es un actor y modelo colombiano, reconocido principalmente por participar en obras teatrales y telenovelas colombianas.

## Carrera
Mejía estudió literatura en la Universidad Nacional de Colombia. Posteriormente se formó en la actuación en el Teatro Experimental de Cali. Debutó en televisión con la telenovela La ronca de oro, de Caracol Televisión, en 2014, de ahí en adelante ha participado en otras telenovelas como Laura, la santa colombiana (2015), Sinú, río de pasiones (2016), la serie web Pasada de moda (2016), y Bolívar (2019). En 2018 se dio a destacar con su personaje de Héctor en Loquito por ti.En 2020 participó en la telenovela La venganza de Analía. En 2021 protagonizó junto a Isabella Santiago la primera telenovela colombiana protagonizada por una actriz transgénero, Lala's Spa, del Canal RCN.Participó como antagonista en las telenovelas Devuélveme la vida en 2024 y Nuevo rico, nuevo pobre en 2025. 

## Filmografía
| Año       | Título                           | Rol                                                |
| --------- | -------------------------------- | -------------------------------------------------- |
| 2005      | Misterio                         | Papá de Misterio                                   |
| 2007      | El profe                         |                                                    |
| 2008      | Chapulín "El Dance"              | Guatipaco                                          |
| 2008-2009 | Magnolia Merino                  | Álvaro Fernández                                   |
| 2013      | Guerreros de arena               | Oficial Santos                                     |
| 2014      | La ronca de oro                  | Hernario Vargas                                    |
| 2015      | ¿Quién mató a Patricia Soler?    | Diego                                              |
| 2015      | Laura, la santa colombiana       | Adolfo Peña (joven)                                |
| 2015      | Esmeraldas                       | Ricardo Guerrero (joven)                           |
| 2016      | Estado civil                     | David                                              |
| 2016      | Sinú, río de pasiones            | Marcos Galarza                                     |
| 2017      | Estamos para colaborarle         | José Manuel Lesmes                                 |
| 2017      | No olvidarás mi nombre           | Climaco Solano                                     |
| 2018-2019 | Loquito por ti                   | Héctor Jaramillo                                   |
| 2018-2019 | María Magdalena                  | Marco Licinio Sencion                              |
| 2019      | Bolívar                          | Juan Vicente                                       |
| 2020      | La venganza de Analía            | David De La Torre                                  |
| 2021      | Lala's Spa                       | Francisco Ponce De León                            |
| 2022      | Soy María Villa                  | Federico                                           |
| 2022-2023 | La teoría del promedio           | Franco Daniel Camilo Gallardo Amar                 |
| 2024      | Devuélveme la vida               | Rogelio Benítez / Rogelio Azcárate Benítez (joven) |
| 2024-2025 | Darío Gómez- El rey del despecho | Nicanor Estrada                                    |
| 2025      | Nuevo rico, nuevo pobre          | Mateo López Ferreira                               |